# Vila azeca
Vila azeca är en fjäril som beskrevs 1848 av Edward Doubleday och William Chapman Hewitson och som förekommer i Amazonas. Arten ingår i släktet Vila och familjen praktfjärilar. Inga underarter finns listade i Catalogue of Life.